# 馬爾吉納鄉
45°51′0″N 22°16′0″E / 45.85000°N 22.26667°E
馬爾吉納鄉（羅馬尼亞語：Comuna Margina, Timiș），是羅馬尼亞的鄉份，位於該國西部，由蒂米什縣負責管轄，面積133平方公里，海拔高度174米，2002年人口2,363，人口密度每平方公里18人。